# Liste der Universitäten und Hochschulen in Lettland
Dies ist eine Liste der Universitäten und Hochschulen in Lettland. Lettland hat 5 staatlich anerkannte Universitäten (lettisch: Universitāte) und 29 weitere „nicht-universitäre Hochschulen“ (lettisch: Neuniversitātes tipa augstskola) mit insgesamt 100.000 Studenten.

## Staatliche Universitäten
- Universität Daugavpils, Daugavpils  (vormals Pädagogische Universität Daugavpils)
- Lettische Universität für Biowissenschaften und Technologie, Jelgava
- Universität Lettlands, Riga
- Stradiņš-Universität Riga, Riga
- Technische Universität Riga, Riga

## Staatliche Hochschulen
- Bankhochschule Riga, Riga
- Pädagogische Hochschule Liepāja, Liepāja
- Hochschule für Pädagogik und Management, Riga
- Hochschule für Luftfahrt, Riga
- Hochschule Rezekne, Rēzekne
- Lettische Kulturakademie Riga
- Lettische Kunstakademie, Riga
- Lettische Marineakademie, Riga
- Lettische Medizinakademie Riga
- Lettische Musikakademie, Riga
- Lettische Polizeiakademie Riga
- Lettische Sportakademie Riga
- Stockholm Wirtschaftsschule in Riga
- Hochschule Ventspils, Ventspils
- Hochschule Vidzeme, Vidzeme

## Private Hochschulen
- Riga Graduate School of Law, RGSL (Rīgas Juridiskā Augstskola), Riga
- Rigas Ekonomikas Augstskola / Stockholm School of Economics in Riga, SSE Riga, Riga
- Transporta un sakaru instituts, TSI (Institut für Logistik und Telekommunikation), Riga
- Biznesa Augstskola Turība, BA Turība (Wirtschaftshochschule Turība), Riga